# Dumbrăveni

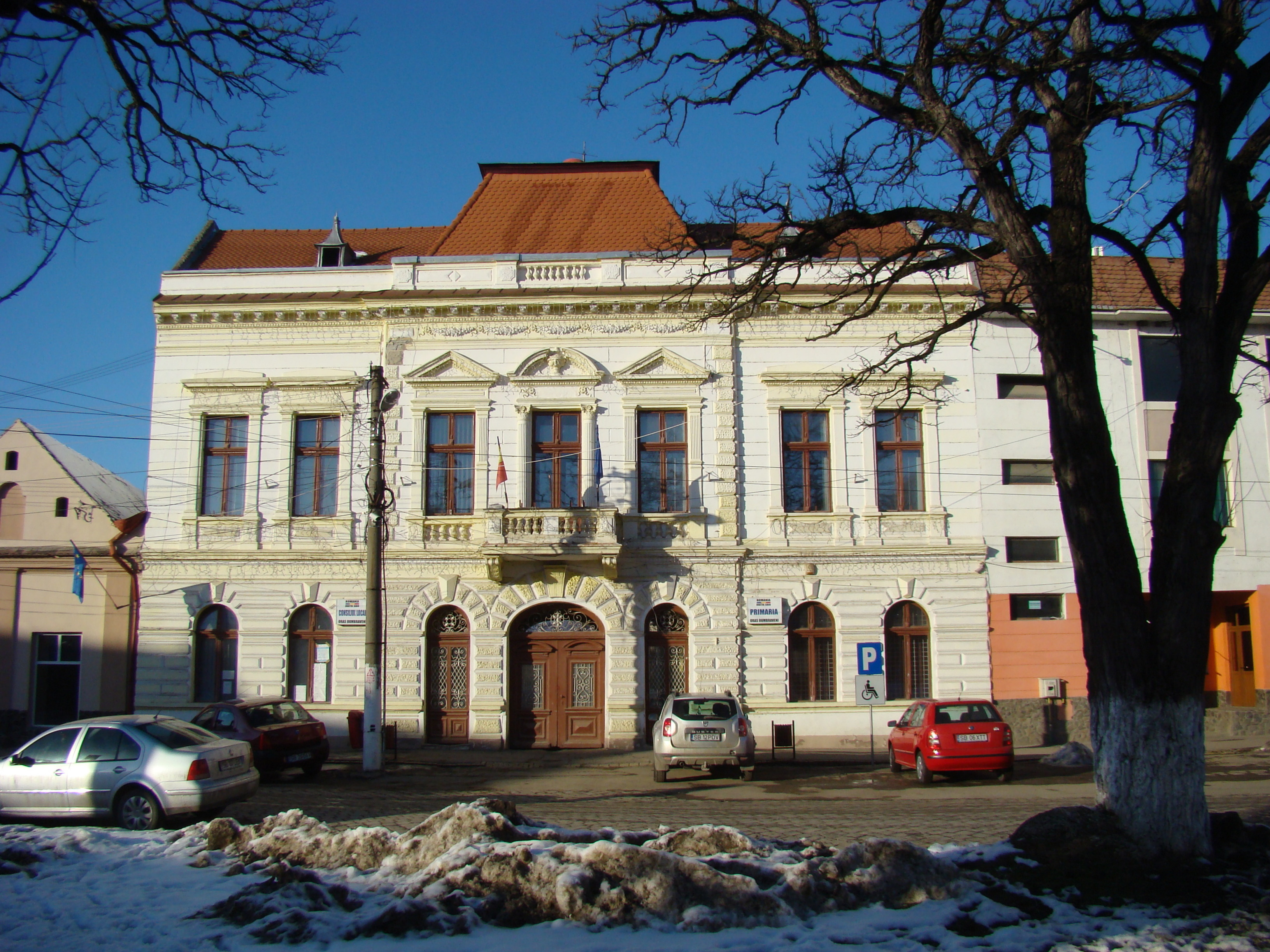
Fachada principal da prefeitura de Dumbrăveni.

Dumbrăveni é uma cidade da Romênia com 8812 habitantes, localizada no județ (distrito) de Sibiu.